# Magentaskogsjuvel
Magentaskogsjuvel (Philodice bryantae) är en fågel i familjen kolibrier.

## Utbredning och systematik
Fågeln förekommer i höglänta områden i norra Costa Rica och västra Panama. Den behandlas som monotypisk, det vill säga att den inte delas in i några underarter.

### Släktestillhörighet
Tidigare placerades arten i släktet Calliphlox. Genetiska studier visar dock att arterna i släktet inte står varandra närmast, och Calliphlox har därför delats upp i flera, mindre släkten. Magentaskogsjuvelen och purpurstrupig skogsjuvel har lyfts ut till det egna släktet Philodice.

## Status
Trots det begränsade utbredningsområdet och att den tros minska i antal anses beståndet vara livskraftigt av internationella naturvårdsunionen IUCN.  Beståndet uppskattas till i storleksordningen 20 000 till 50 000 vuxna individer.